# Homoioplax
Homoioplax is een geslacht van kreeftachtigen uit de klasse van de Malacostraca (hogere kreeftachtigen).

## Soort
- Homoioplax haswelli (Miers, 1884)